# 农兴乡
农兴乡，是中华人民共和国四川省遂宁市蓬溪县曾经下辖的一个乡。2019年9月，撤销农兴乡，将其所属行政区域划归蓬南镇管辖。

## 行政区划
农兴乡撤销前下辖以下地区：
瀚泽社区、飞凤村、五家埝村、板桥村、高码头村、太平村、复元村、朝阳村、公字村、河沙村、金华村、玉楼村、兴隆村、鹤林村和白鹤村。